# Хришћанство код Словена у Нишу до пада под османлијску власт
Хришћанатво код Словена у Нишу до пада под османлијску власт обухвата период прихватања и развоја нове религије, пре свега племена које је носило име Срби, у овом граду од друге половине 9. века па све до пада Ниша под османлијску власт 1427. године.

## Ниш хришћански центар од четвртог века
Да је Наис као „Царски град“ у 4. веку, у време концила у Сердики, био значајан верски центар - (лат. Martyriopolis) и седиште епископије, са бројним реликвијама познатих мученика и јаком хришћанском заједницом, сведочи податак да је Свети Атанасије на повратку из Сердике, 344., извесно време задржао у Наису и ту прославио Ускрс. На основу тога се претпоставља да је у Наису у том периоду већ постојала катедрална црква. Посредне податке о постојању црквених грађевина у Наису налазимо и у изворима из средине 5. века у којима се наводи...
| „ | ...царско посланство на путу од Константинопоља према хунској престоници 448. године, после задржавања у Сердици, свратило је у Наис и том приликом наишло на опустошен и разрушен град. У рушевинама, које су они препозанали као остатке храмова (цркава), видели су неке људе. | ” |

Претпоставља се да су нпр цркве са некрополе у Јагодин Мали и баптистеријум на Медијани, могле бити саграђене управо са циљем да обележе света места и ојачају хришћански култ мученика у овом граду. Овакве реликвије имале су велики значај не само за град Наис већ и за целу епархију.
Тако је Наис од 4. века, захваљујући Константину, и касније другим царевима пореклом са овог простора, постао култно и културно средиште, јако верско жариште и познато епископско седиште.
Место античког Наиса, о чему говоре значајна материјална и културна добра; царска палата на простору древне нишке тврђаве, летњиковац на Медијани и бројни хришћански верски објекти, у старој историји Србије, европске цивилизације, медитеранског и балканског света добро је познато. Сви истраживачи су се сложили да је Наис место са „славном прошлошћу” – административни, војни, верски, културни и привредни центар шире области. У њему, бројна археолошка налазишта са својим покретним и непокретним споменицима, чије стварање је започео Константин Велики, говоре да је Наис значајно хришћанско средиште на историјској и културној карти Балкана, у свим раздобљима старе историје Наиса и касније Ниша.
Црквену организацију у Наису на кратко прекинула је најезда Хуна 441. године када је Ниш разорен. Након овога педесетак година касније, 516. године појављује се као оштри противник монофизита нишки епископ Gaianus, челник епископије, која се помиње и у саставу архиепископије Јустинијане Приме 535. године. Познато је да је на њеном челу 553. године био епископ Proiectus, учесник Петог Васељенског сабора у Цариграду.
Постојање епархије нишке дефинитивно ће на дуго време прекинути најезде Словенских племена 6. веку.
Нишку епископију ће 731. године византијски цар Лав III Исавријанац изузети из јурисдикције римског епископа и ставити под духовну јурисдикцију патријаршије у Цариграду, заједно са свим осталим епископијама које су територијално припадале Византијској империји.

## Досељавање Словена на Балкан и у Наис (Ниш)
У првим вековима нове ере Словени су живели северно од Карпата не допирући ни до Балтичког мора на северу, ни до Црног мора на југу. Потом су се Словени ширили на запад преко Лабе, на север до Балтичког мора, а на југ до Дунава.
Одлучујућа фаза у словенском освајању и насељавању Балканског полуострва одиграла се између 610. и 626. године када је дошло до уништења великих градова у његовој унутрашњости, пустошења простора од Дунава до југа Грчке и нових опсада Солуна 616. и 618. и опсаде Цариграда 626. године. Међутим тек је пораз под зидинама Наиса довео до престанка варварских пустошења и смиривања ситуације на полуострву, иако је до тада овај простор Балкана већ у великој мери било насељено словенским племенима.
У таквим историјским околностима појављују се и Срби на Балканском полуострву, који масовније насељавање између осталог и Нишку котлину, након што се границе на Балкану на североистоку и истоку померила због сукоба са Бугарском.
Средином 10. века, негде на простору Шумадије, Поморавља и Браничева налазила се кнежевина Морава. Она је североисточну границу Србије одредила приближно на исти правац где је некада била граница римске Далмације - од планине Цера према Руднику.  Даље се граница спуштала на југ негде између слива Западне и Јужне Мораве.
Досељени Словени, а међу њима и племе које је носило име Срби, овладало је ширим простором тадашњег Наиса, данас Ниша. Они су били пагани и представљали су погодно тле за мисионарску делатност из суседних хришћанских држава, пре свега Византијског царства које је у ширењу вере и обнављању власти над некадашњим римским територијама видело свој најважнији задатак и у овом некада царском граду Наису, на раскрсници важних комуникација на Балканском полуострву.

Дошавши на овај простор Словени су приносили жртве, што значи да су морали имати и жртвенике, а да ли су се они развили у храмове, није јасно. 
Ни о постојању посебног свештеничког реда код Срба у периоду њихове паганске религије се не зна скоро ништа. Претпоставља се да су наставак и празновање породичног празника ,,славе” код Срба у ствари измењени облици старог поштовања предака – култ предака.

## Прихватање хришћанства по доласку на Балканско полуострво
Словени на удару више религија и вера
Иако су са собом донели и првобитна веровања и древне словенске обичаје из прапостојбине, којих су се придржавали, досељеница Ниша су све више трпели утицаје не само хришћанства, него и остатака грчке и римске религије, а такође и вере староседелаца Илира и Трачана. 
Супротстављање Словена христијанизирању
Напуштање старе религије код словенских племена, односно Срба, и прихватање хришћанства, по  њиховом доласком на Балканско полуострво,  био је дуг процес, јер су Словени дошли  у једну већ неколико векова христијанизирану средину, у којој нису могли да разумеју латинске молитве и црквене књиге.

Како су Словени византијску власт доживљавали као туђинску и спутавајућу, то је значајно успоравало и непрестано ометала њихов прелазак у нову веру. У том светлу треба гледати на чињеницу зашто се виши ступањ у развоју древних словенских култова, који се одликује појавом храма са организованим свештенством развио код Словена са знатним закашњењем, и то пре свега као начин духовне борбе против хришћанства ношеног експанзијом на простору у којем су живели Словени. 
Због те чињенице и извештаји ондашњих савременика о религиозним представама Словена нису и не могу бити сви одреда исте ваљаности, будући да су најчешће били тенденциозно обојени религијским погледима хришћанских хроничара и мисионара. Наиме, сами хришћански мисионари готово су се листом борили против паганства.
Имајући ово у виду, расположиве материјалне доказе, сам процес продирања хришћанства међу Србе у Нишу се не може пратити у појединостима, јер није могуће прецизно утврдити ни како и када је проведена црквена организација у Нишу.

### Покрштавање Словена
Прво (неуспешно) покрштавање Словена
Покушај продора Хришћанства међу припаднике Словенских племена  у данашњој Србији, започео је првим покушајем у 7. веку мисионарске делатности, који је према речима Константина Порфирогенита, започео цар Ираклије, у касној антици, довођењем свештенике из Рима како би покрстио Србе и Хрвате. То представља најранији посведочени контакт јужних Словена са хришћанством.
Друго (успешно)  покрштавање Словена
Међутим, у српским земљама које су после пропасти аварског каганата припојене бугарској држави, Хришћанство, као нова историјска компонента, јавило се у Нишу, највероватније тек после 864. године, када су основане и прве епископије у Београду, Морави, а можда и Нишу.
Како стање вере у Срба није било задовољавајуће, у другој половини 9. века следила је нова мисионарска делатност из Византије. Наиме тадашњи цар Василије I (867 – 886) када је схватио да код Словена хришћанство није довољно прихваћено, улагао је напоре да се покрсте они које су затекли некрштене, па се тако  ово друго покрштавање повезује са појавом првих хришћанских имена. На то указује податак да су најранији познати српски кнежеви Вишеслав, Радослав, Присогој и Властимир, као и Властимирови унуци добили имена Стефан и Петар у другој половини 9. века, јер су били рођени измећу 870. и 874. године, када је вршено друго покрштавање Словена.
Завршна фаза процеса покрштавања Словена у Србији пада у време владе цара Василија I (867-886).
Постоје претпоставке да су у покрштавању грађана Ниша учествовала и света браћа Кирило и Методије. Наиме када су кренули да покрштавају Моравску извесно време браћа су провела у Нишу. Такође, се може са сигурношћу тврдити да је читава територија данашње нишке епископије покрштена у првој половини 9. века, када су Петочисленици, просветитељи словенски и ученци Светих Кирила и Методија, међу којима су поред Светог Наума, били и светитељи Климент, Сава, Ангеларије и Горазд, који су преко Ниша бежали од Немаца према Охриду. Наиме након мисије код моравских Словена, под притиском папе Стефана V и немачких великаша и клирика, а након упокојења светих отаца Кирила и Методија, крајем 9. века Петочисленици су били принуђени да напусте Моравску. С њиховим одласком замрло је богослужење на словенском језику у Моравској, али је оживело на простору Балкана јужно од Дунава, па тако и у Нишу.
После више од две стотине година проведених у новодосељеним областнма, српска племена у Данашљој Србији су коначно крштена; на што је пресудно утицало, не само на Срба него и свих Словена, настанак словенског писма, азбуке. односно глагољице и ћирилице, половином 9. века. Хришћанска вера и црквена организација су заживеле упоредо са стварањем и њихове прве државе, тако да се може говорити да је у Нишу у другој половини 9. века заживела хришћанска духовност и култура у правом смислу те речи.
Крајем 9. века у српским земљама се помињу прве епархије. У Београду је 878. године ппроповедао епископ Сергије, док се у Браничеву налази епископ Агатон, такође Словен. Нешто касније, у 10. веку у писаним документима помињу се епископи у градовима који су били у оквиру Србије: Стон, Рас, Липљан, Ниш, Призрен, као и у неким другим местима која су и пре досељења Словена била епископска седишта.

## Ниш у време формирање словенске државе и прихватања хришћанства
Када је византијски цар Василије II Бугароубица савладао Бугаре 1018. године и када је разорено Самуилово царство није престала да постоји и охридска архиепископија. Својим повељама из 1019. и 1020. године, цар Василије II потчинио је све епархије некадашњег Самуиловог царства архиепископији у Охриду. На десетом месту налазила се нишка епископија, која је сада обухватала Ниш, Ремесијану, Κομπλος град који до данас није откривен, стари римски град Хамеум код данашњег Прокупља, Топлички округ, и Сврлигос, данашњи Сврљиг до реке Тимока. Нишка епископија овим повељама добила је право на 40 клирика и 40 парика.
Након великог раскола 1054. године на простору нишке дијацезе водиле су се борбе за духовну власт између Византије и римског папе. До оснивања самосталне српске државе, Ниш и епископија нишка били су у саставу Византијског царства и охридске архиепископије. У Нишу је тада постојала Црква светог великомученика Прокопија. Када су 1070. године Угари напали Ниш, угарски краљ Соломон однео је једну руку светог Прокопија у Сирмијум и положио у Цркву светог Димитрија.
У другој половини 12. века, престоница српске државе била је Топлица. Ниш је у то време био под управом византијског цара Манојла Комнина (1145-1180). Искористивши непогодне политичке прилике у Византији након смрти цара Манојла Комнина 1180, Стефан Немања уз помоћ Угара освојио је, по речима Стефана Првовенчаног и „славни град Ниш“. Већ 1183. године Ниш је у саставу нове српске државе.
Формирањем државе, код Словена било је повезано за постепено изумирање старе религије и прелаза на хришћанство. Многи средњовековни српски владари су били у вазалском односу према Византији, што је подразумевало и прихватање хришћанства као службене вере. Крајем 12. века, под Стефаном Немањом, долази до прогона старовераца, богумила и свих других облика хришћанства осим службеног византијског, које је касније међу покрштеним Словенима одомаћено као православље. Међутим, Срби су се и након тога чврсто држали своје старе словенске религије; последњи пагански храм у Србији је уништио Цар Душан у 14. веку.

Зашто је до тога дошло објашњава  Владимир Дворниковић, који је говорио и о једном веома важном феномену словенске духовности, тачније о пријемчивости нашег човека за религијско. том приликом изнео је два само привидно дијаметрално супротна становишта. Он каже да нема религије која би 
словенској ћуди толико одговарала као хришћанство. Ни у једног народа, није хришћанство, када је једном било прихваћено, наишло на тако јаку органичку, етнопсихичку диспозицију као код већине Словена... Зашто је то тако?  Зато што је Словен првенствено осећајан, нерационализован тип, а хришћанство је еминентно религија осећања. Љубав постаје у њему основни синтетски принцип и пут спасења. Божанство и човечанство постају фамилијом; бог отац небески, а сви људи браћа, деца његова. Као што видимо реч је о фамилијаризовању бога и људи, то је нека врста дечије оданости и подложности оцу небескоме која до дна душе одговара Словену. Бог је врховни ауторитет људске задруге и целог живота у њој.
 Међутим без обзира на пријемчивости Словена промена се одвијала 
постепено, и била је у почетку само површинска и формална, јер је погађала само владајући горњи слој, док је народ и даље живео са изворним представама и дуго времена их се тврдоглаво чврсто држао и под плаштом хришћанске вере, делом, разуме се, под различитим метаморфозама народних обичаја све до данас. Већ та чињеница сведочи о томе, колико су дубоко укорењени елементи духовне културе, који су се развили несумњиво за време словенске етногенезе, у току диференцирања, цепања и запоседања земље (...). У компликованој структури словенског паганизма не одсликава се само етногенетски процес, већ и језички развој и посебно социјална промена у словенском друштву.
 И када су Срби коначно примили хришћанство, они су продужили да живи и даље на исти начин, само је сада њихов живот добио хришћанску интерпретацију, и везивао се за поједине личности из хришћанског окружења. У новонасталим условима култови и традиције, који су некада били везани за старинске (словенске) богове, пренесени су сада на друге натприродне личности, у првом реду на данашње свеце. Па је тако у хришћанском фолклору Перун замењен Св. Илијом, који  прелази преко неба у огњеним кочијама. То је приморавало свештеника да из праксе својих парохијана искорењује стару веру у виле, у Род, Рођенице, у Перуна и Мокошу, као и у Хорса.
У време великог жупана, Стефана Немање (1166 – 1196) и најпознатијег српског владара 12 века, област Ниша је у саставу српске државе. Ниш је био изузетно важна тачка на путу кроз Моравско - вардарску долину како за Србију, тако и за Византију, која је у Нишу имала важно упориште од доба Алексија I Комнина (1081 - 1118), када је војно - управном реформом створена тема Ниш с дуксом на челу. Када је Немања преузео врховну власт у Србији, на византијском престолу се налазио Манојло I Комнин (1143 – 1189), који је често боравио у Нишу. Захваљујући њему, рука палестинског мученика Св. Прокопија, враћена је у Ниш и прикључена моштима које су почивале у цркви Св. Прокопија. У другој половини 11. века у Нишу је постојала епископска црква. Постојање цркве је потврђено у једном тексту с почетка 13. века (1204(, када се помиње као катедрална црква новоустановљене Нишке епископије. По свој прилици, имала је важну улогу у обнови византијске власти у доба Василија II /976-1025/, у чије време је могуће и обновљена, али није забележено када је ова црква грађена.

Приликом једног од ратних похода у области Ниша је дошло до сусрета Манојла I Комнина и Стефана Немање
...богољубиви цар Манојло...приближив се нишевској страни, желећи га видети, посла по њ да дође на виђење...и задивив се мудрости јуноше одликова га царским достојанством.
 Међу црквама и манастирима које је градио Стефан Немаља је и црква Св. Пантелејмона у Нишу. У добро утврђеном граду и војном упоришту, с великим бројем грађана, значајном црквеном средишту какав је био Ниш, била је добро развијена и локална производња која је подстицала развој трговине, како то потврђују богати археолошки налази. Међу бројним налазима највећа заступљеност оних са хришћанским обележјем, који се углавном односе на крстове као симболе Христовог
страдања, али и симболе победе, потиче са богате градске некрополе која се развила око цркве Св. Пантелејмона. Међутим, ништа мању пажњу не заслужују и остали предмети овог карактера пронађени приликом археолошких ископавања, или као случајни налази са територије града, ближег или даљег окружења.

## Ниш у новоорганизованој Српској православној цркви после 1219.
Аутокефалност Српске цркве добијена је (1219) на начин који би се за византијски свет могао сматрати уобичајеним. Али у Цркви која је већ показивала знаке самосвојности (натписи на српском језику постају видљиво обележје фресака у црквама још од изградње Студенице), добијена самосталност повезује се са самосталношћу државе у симбиотичку симфонију Цркве и Државе. То ће постати прави заштитни знак српске самосвојности и посебности и то је у највећој мери била творевина Светог Саве.
У време када је Сава Немањић отпочео са формалним организовањем Српске православне цркве, после 1219. године, Нишка епархија је била под јурисдикцијом Охридске архиепископије. За крајеве Нишке епископије под српском влашћу, Сава Немањић је основао посебну епископију са седиштем у манастиру Св. Никола код Куршумлије, задужбини његовог оца Стефана Немање. Убрзо после тога су крајеви Нишке епархије враћени под српску власт и надлежност Жичке, а касније и Пећке архиепископије.

## Пад Ниша под власт Османлијског царства
Развој хришчанства у Поморављу и Понишављу с градовима Нишем, Ужицем, рударским средиштем Новим Брдом и Рудником и Крушевцем као престоницом, као и све Лазареве државотворне напоре зауставиле су Османлије које су 1381. године продрли у Понишавље и Поморавље. Са већим снагама султан Мурат I (1362 -1389) напао је Србију и 1427. године, заузео Ниш, који је већ следеће 1428. био до темеља порушен. Тада заједно са пећком патријаршијом престала привремено да постоји и нишка епархија.
Османлије су у освојеном Нишу као и у другим градовима често приступали уништењу затечених култних објеката или њиховом претварању у муслиманске богомоље. То потврћују подаци из дневника археолошких ископавања 1962, 1963 и 1971. године, унутар Нишке тврђаве на простору Арсенала, средишњег платоа и Џамије, у којима се наводи откриће хришћанских артефакта, што индиректно упућују и на рушење хришћански објекат који су могли постојати пре него што су их Османлије порушиле и на том месту подигнута турске богомоље. Сличан случај је и са црквом Св. Николе у Нишу која је неколико пута претварана у џамију.
Са османским освајањима, за православну цркву и народ у Нишу, настала су тешка времена, јер је непрестано требало  пружати отпор и чувати своју религију и културу и тиме сачували и свој национални идентитет.